# 益阳地区
益阳地区为湖南省曾存在过的准行政区——地区，其行署驻地及辖域部分地区属于民国29年12月湖南省行政督察区重新调整后的「第五行政督察區」，中华人民共和国成立后改称“益阳专区”、“益阳地区”，1994年4月7日撤销。益阳地区撤销之前的辖域为新成立的地级益阳市的辖域。

## 益阳专区
- 1949年，设置益阳专区，为原第五行政督察区辖域，即辖益阳县、宁乡县、湘乡县、安化县、汉寿县、沅江县计6县，治所益阳县。
- 1950年10月19日，自益阳县城区析置县级益阳市；益阳专署驻益阳市，辖1市、6县。
- 1952年，2月16日，自益阳县析置桃江县；自湘乡县析置双峰县；自湘乡县、安化县、邵阳专区邵阳县3县析置蓝田县（不久改名涟源县）。11月13日，益阳专区撤销，所属宁乡县划归湘潭专区；湘乡县、双峰县、涟源县划归邵阳专区；益阳市及益阳县、汉寿县、沅江县、安化县、桃江县共计1市、5县划归常德专区。
- 1962年10月30日，复置益阳专区，将常德专区所属益阳市和益阳县、华容县、沅江县、南县、安化县、桃江县计1市、6县及湘潭专区所属宁乡县划入益阳专区；专区辖1市、7县，专署驻益阳市。
- 1964年9月22日，因应岳阳专区的设立，华容县划归岳阳专区；益阳专区辖1市、6县。

## 益阳地区
- 1970年益阳专区改称“益阳地区”，地区辖益阳市及益阳县、沅江县、南县、安化县、桃江县和宁乡县计1市、6县。
- 1983年2月8日，宁乡县划归长沙市；地区辖1市、5县。
- 1988年10月11日，撤销沅江县，改设沅江市；地区辖2市、4县。

## 地改市
1994年4月7日，益阳地区及其所辖益阳市和益阳县撤销，设立地级益阳市。新成立的地级益阳市]为益阳地区撤销前的辖域。地级益阳市成立时区划为：
- 2个市辖区：赫山区、资阳区，为益阳县和益阳市撤销后重新调整的区划；
- 2县：南县、安化县、桃江县；
- 1代管县级市：沅江市。